# Hogolie
Die Hogolie (polnisch Okole, deutsch auch: Hohe Kullge) ist ein 718 m hoher Gipfel im Nordkamm des Bober-Katzbach-Gebirges bei Ludwigsdorf (Chrośnica), Woiwodschaft Niederschlesien. Die Hohe Kullge bildet mit dem Hohewaldberg (Leśniak) ein Massiv und ist der am weitesten nördlich gelegene Teil der Sudeten, der die Marke von 700 Höhenmetern übertrifft. Der Berg besteht aus metamorphen Gesteinen des Altpaläozoikums, insbesondere aus grünem Schiefer, Phylliten, Quarziten und Keratophyren. Der Gipfelbereich trägt mehrere mächtige, steil aufgerichtete Felsgruppen aus Schiefer: den Adlerstein, den Gewitterstein und die Scholzensteine.
Im Jahr 2018 wurden auf dem Gipfel eine neue hölzerne Aussichtsplattform und eine Hütte gebaut. Von der Hohen Kullge reicht die Aussicht auf die Blücherhöhe (Łysa Góra) im Hauptkamm des Bober-Katzbach-Gebirges, den Landeshuter Kamm (Rudawy Janowickie), das Riesengebirge, den Probsthainer Spitzberg (Ostrzyca), sowie den Wolfsberg (Wilcza Góra oder Wilkołak) und den Gröditzberg (Grodziec) bei Goldberg (Złotoryja). Bei sehr guter Sicht ist auch der Große Heuscheuer (Szczeliniec Wielki) zu erkennen.